# Matt dvärgdyvel
Matt dvärgdyvel (Onthophagus ovatus) är en skalbaggsart som beskrevs av Carl von Linné 1767. Matt dvärgdyvel ingår i släktet Onthophagus och familjen bladhorningar. Enligt den svenska rödlistan är arten sårbar i Sverige. Arten förekommer på Gotland och Öland. Arten har tidigare förekommit i Götaland men är numera lokalt utdöd. Artens livsmiljö är jordbrukslandskap. Inga underarter finns listade i Catalogue of Life.